# NBUMP
NBUMP je visoko selektivni parcijalni agonist 5-HT1A receptora sa arilpiperazinskom strukturom. On je jedan od liganda sa najvećim afinitetom za  receptor. On pokazuje 460- i 260-struku selektivnost za  u odnosu na α1-adrenergički i D2 receptore, respektivno.

## Literatura
- Roth, Bryan L. (2006). The Serotonin Receptors: From Molecular Pharmacology to Human Therapeutics (The Receptors). Totowa, NJ: Humana Press.  1-58829-568-0.